# MTT試驗
細胞存活率分析 (英語：MTT assay，全名：(3-(4,5-Dimethylthiazol-2-yl)-2,5-diphenyltetrazolium bromide)，是一種用於測量細胞的活性之試驗。

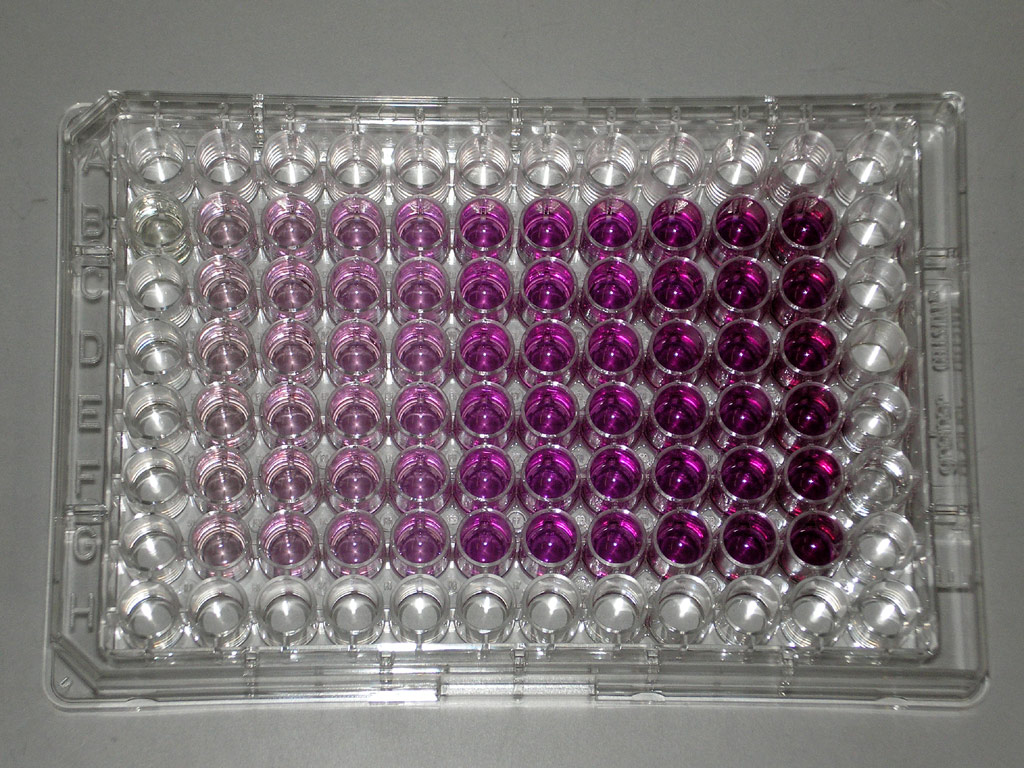
細胞代謝產生紫色的甲䐶

## 原理
MTT為黃色化合物，是一種接受氫離子的染料，可作用於活細胞線粒體中的呼吸鏈，在琥珀酸脫氫酶(SDH)和細胞色素C的作用下四氮唑環會開裂，生成紫色的甲䐶結晶，利用DMSO將甲䐶溶解出來之後，再利用吸光度的測定去評估有多少細胞存活。因為甲䐶結晶的生成量與活細胞數目成正比（死細胞中的琥珀酸脫氫酶會消失，但不能將MTT還原）。也可在培養基投入藥物，評估藥物對細胞的增生或死亡有無具體影響。
可利用測吸光度得知細胞還原MTT的能力(甲䐶的形成量)，此吸光度代表了粒線體的活性，即活細胞數目，故此試驗可用作細胞存活率的指標之原因。

## 相關探討
與MTT試驗相似的XTT試驗，其原理、步驟大致相同，都是利用粒線體內部酶的活性，將特定的四唑鹽類進行轉化，再測量其吸光度，用以得知細胞增殖的方法。
然而XTT的產物為水溶性，且靈敏度較好。